# Mughan (région)
Pour les articles homonymes, voir Mughan.

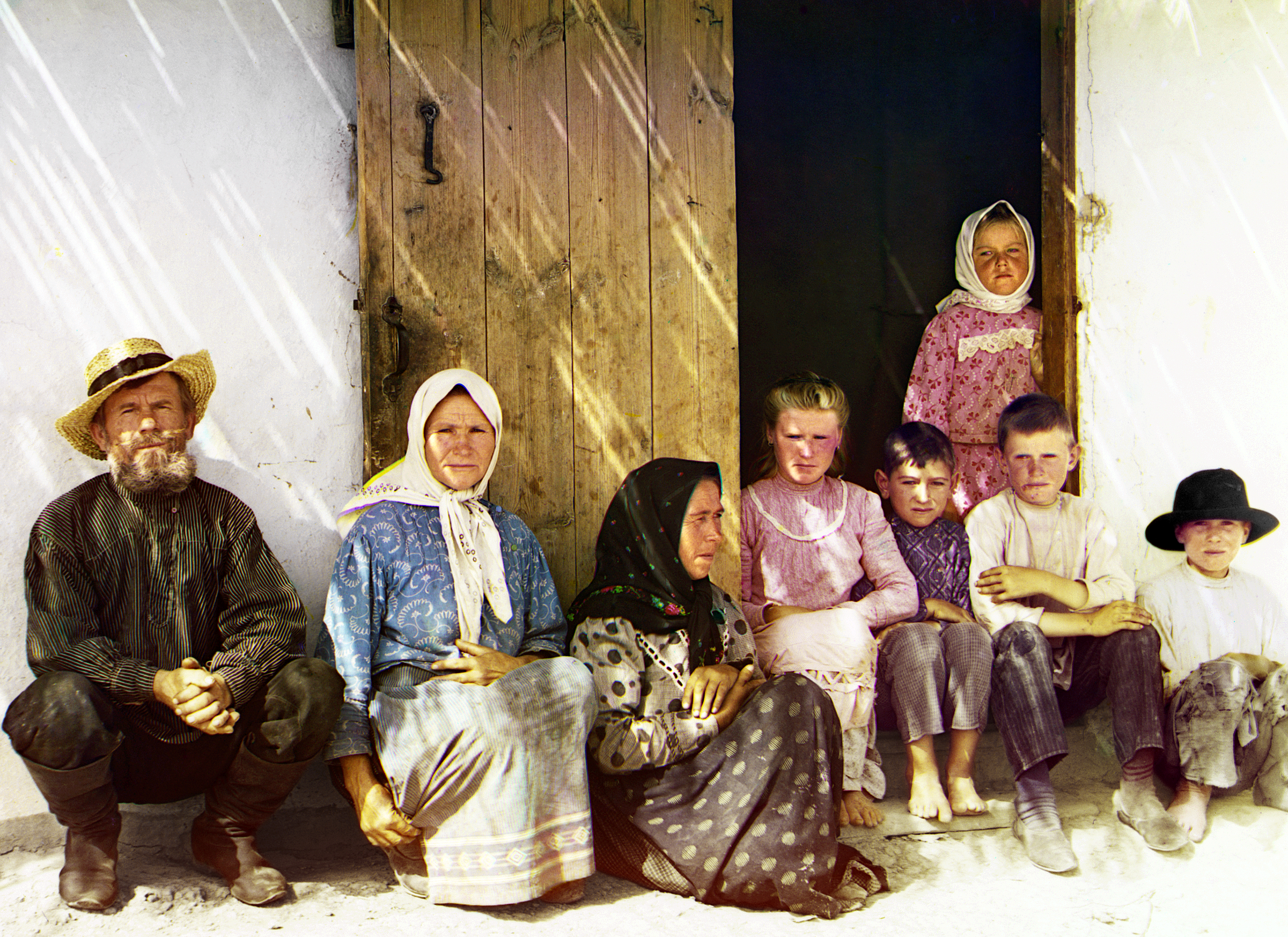
Une famille de colons russes en Azerbaïdjan au début du XXe siècle.

La plaine steppique du Moghan (en turc ottoman : muğān, ﻣﻮﻏﺎﻥ, en azéri : Muğan) ou Mughan, désignait jusqu'au XIXe siècle, la région actuellement en République d'Azerbaïdjan au sud du fleuve Koura et de l'Araxe et au nord de la province iranienne d'Ardabil sur les rives de la mer Caspienne,. Cette région fertile est actuellement parcourue de nombreux canaux d'irrigation. Autrefois, c'était une région de pâturages appréciée de tous les conquérants. La région entre l'Araxe et la Koura s'est appelée l'Arran et la région au nord de la Koura s'est appelée la province de Chirvan.
En 1918, le gouvernement britannique soutient une dictature militaire provisoire du Moghan (en) bientôt renversée, qui devient la République soviétique du Moghan (en) avant d'être incorporée à la République démocratique d'Azerbaïdjan en 1919.
En 1993, dans le sud de cette plaine, une République autonome du Talych-Moghan (en) a été proclamée, mais elle n'a duré que de juillet à août 1993.